# 포트리스 2
《포트리스 2》(Fortress 2)는 대한민국의 CCR이 1999년 개발한 온라인 게임이다. 서비스 시작 이후 큰 인기를 모았으며 각종 게임 대회의 경기 종목으로 채택되었다. 애니메이션으로도 제작되었고 등장하는 캐릭터를 이용한 상품도 판매되었다.
한편, 해당 게임이 시공사에서 발행한 주간 소년 <Xen>에 만화로 연재됐지만 잡지가 폐간되어 6회 만에 중도하차했다.
다행히 해당 게임의 가능성을 인식한 세주문화가 단행본으로 출판했는데 10권을 목표로 했으나  출판사의 폐업 탓인지 8권 이후 미완결로 끝났다.

## 게임 설명
포트리스 2는 Scorch the Earth와 웜즈와 비슷한 형식의 턴제 슈팅 게임이다. 최대 8명까지 게임에 참여할 수 있고 개인전과 팀전이 가능하다. 게임 준비실(Room)에서는 팀의 선택, 캐릭터 선택과 그 능력치를 볼 수 있고 대기실에서처럼 상점(Shop) 이용과 채팅 역시 가능하다. 방장의 경우 스테이지와 게임모드, 속도를 선택 할 수 있다. 자유로운 팀 구성과 이동, 공격시에 지형을 이용한다는 점이 특징이다.
게임이 시작되면 일정 시간 동안 모든 플레이어의 위치를 보여준다. 이때 플레이어들의 위치를 기억하는 것이 중요하다. 게임이 시작되면 모든 플레이어에게 1번씩 턴이 돌아가며, 플레이어는 자기 턴에 자신이 공격하기 좋은 위치 또는 방어하기 좋은 위치로 이동하여 공격한다. 플레이어는 게임이 진행되는 동안 자신의 턴에 포탄을 발사해서 상대편을 맞춘다. 발사 각도와 힘을 조절하여 포탄을 발사할 수 있으며, 캐릭더가 위치한 지형과 회오리, 바람의 방향과 세기 등에 의해 탄도가 달라질 수 있다.
공격을 받아 플레이어의 에너지가 0이 되거나, 맵의 가장자리 양쪽 끝으로 이동하거나 폭발로 인해 캐릭터가 올라서 있을 지형이 없어져 스테이지 밑으로 떨어지는 경우 게임에서 탈락하게 된다. 팀전인 경우 자신이 오래 살아남는 것보다는 자신의 팀원이 탈락하지 않도록 도와 주는 것이 중요하다. 또한 아군에게도 공격의 데미지가 적용되기 때문에 아군을 맞추지 않는 것도 포인트라고 할 수 있다.
총 13종류의 캐릭터(탱크)가 존재하며 이중 히든캐릭터(슈퍼탱크)는 모든 수치가 다른 캐릭터에 비해 월등히 뛰어나며 '랜덤'을 선택했을 때 낮은 확률로 나타난다.

## 등장 캐릭터
- 랜덤 슈퍼탱크까지 포함하면 총 13가지 캐릭터가 존재한다.

캐터펄트 (Catapult)
- 계열 : Classic(고전) type
- 특징 : Fire up 아이템 특수무기
- 약칭 : 돌탱
- 설명 : 고대 투석기 모양의 고전계열 캐릭터이다. 돌을 무기로 이용하며 공격력이 높은 일반무기와 Fire up 아이템 효과가 있는 특수무기를 가지고 있다. 사각범위가 0˚ ~ 90˚로 모든 캐릭터 중 가장 넓어서 어떤 지형에서라도 공격이 용이하다는 장점이 있다. 불(火)에 대한 내성이 있다.

크로스보우 (Cross Bow)
- 계열 : Classic(고전) type
- 특징 : 독성이 있는 특수무기
- 약칭 : 독탱
- 설명 : 고대 석궁의 형태를 가진 고전계열 캐릭터이다. 화살을 무기로 사용하며 공격력이 높은 일반무기와 독성이 있는 특수무기를 가지고 있다. 특히 특수무기에 공격을 당한 캐릭터는 자신의 에너지의 30%만 남을 때까지 턴당 -40씩 에너지가 감소한다(단, 해당무기를 사용하는 크로스보우, 듀크탱크, 포세이돈, 슈퍼탱크는 -20씩 감소하고, 세크윈드는 자신의 에너지의 50%만 남을 때까지 턴당 -40씩 에너지가 감소한다.). 그러나 피해를 주는 유효타격범위가 좁아서 상당한 정확도를 필요로 한다. 카타펄트와 대등한 넓은 발사각을 가지고 있지만 사각범위는 15˚~ 85˚로 캐터펄트에 이어 두 번째로 넓다. 독(毒)에 대한 내성이 있다.

캐논 (Cannon)
- 계열 : Classic(고전) type
- 특징 : 강력한 공격력의 특수무기
- 약칭 : 캐넌, 포탱
- 설명 : 중세 대포의 형태를 하고 있는 고전 계열 캐릭터이다. 검은색의 일반 무기와 빨간색의 특수 무기가 있다. 에너지, 방어력, 이동거리, 사각범위, 사거리 등 많은 부분에서 가장 낮은 능력을 지니나, 일반 무기의 폭파 범위는 그 어떤 캐릭터보다 넓어서 상대방을 효과적으로 공격할 수 있고, 특수 무기는 크로스보우의 무기와 같이 유효 타격 범위가 좁은 대신 그 공격력은 모든 무기(단발 기준) 중 가장 강한 데미지를 자랑한다. 모든 캐릭터 중에서 기본딜레이가 가장 높고(580), 현재 유저들의 선호도가 가장 높은 캐릭터이기도 하다.[3]

캐롯탱크 (Carrot Tank)
- 계열 : Modern(근대) type
- 특징 : 3연발 미사일의 특수무기
- 약칭 : 인민탱
- 설명 : 일반적인 탱크 외형을 갖추고 있는 근대계열 캐릭터이다. 근대의 미사일을 무기로 사용한다. 보통의 공격력을 가지고 있지만 근접전 등 몇몇 상황에서는 3발로 나가는 특수무기가 유용한 수단으로 사용될 수 있다. 발사각, 이동거리, 방어력 등 여러 부분의 능력치가 고르게 부여되어 있다.

듀크탱크 (Duke Tank)
- 계열 : Modern(근대) type
- 특징 : 뛰어난 방어력
- 약칭 : 방구탱
- 설명 : 단단해 보이는 외형을 가지고 있는 근대계열의 캐릭터이다. 보통 이상의 공격력을 가진 일반 무기와 Poison Cloud 아이템 효과가 있는 특수무기를 가지고 있다. 외형에서 오는 느낌처럼 실제로 방어력이 우수하여 모든 캐릭터 중 슈퍼탱크 다음으로 최강의 방어력을 자랑한다. 캐롯탱크와 마찬가지로 능력치가 고르게 분포되어 있다. 독(毒)에 대한 내성이 있다.

미사일 (Missile)
- 계열 : Present(현대) type
- 특징 : 유도 기능을 가진 특수무기
- 약칭 : 미탱
- 설명 : 미사일을 싣고 있는 듯한 외형의 현대계열 캐릭터이다. 4연속 폭발하는 일반무기와 유도기능이 있는 특수무기를 가지고 있다. 일반무기는 타격지점에서 무기의 진행방향으로 4연속 폭발하는 특징이 있어서, 정확히 맞추었을 경우에는높은 공격력을, 지형에 맞추었을 경우에는 깊이 파이는 형태의 높은 지형파괴력을 나타낸다. 특수무기는 발사된 유도 무기의 궤적에서 최고점에 도달한 이후 낙하 중 가장 가까이에 있는 캐릭터를 향해 날아간다. 이 때 적군, 아군을 구분하지 않으므로 아군에게 피해를 줄 수도 있다. 모든 캐릭터 중 마인랜더 다음으로 많은 에너지를 가지고 있고, 슈퍼탱크 다음으로 이온어태커와 같이 사거리가 길다.

멀티미사일 (Multi Missile)
- 계열 : Present(현대) type
- 특징 : 뛰어난 지형 파괴력
- 약칭 : 멀탱
- 설명 : 다연발 무기를 탑재하고 있는 현대계열 캐릭터이다. 3발이 발사되는 일반무기와 9발로 발사되는 특수무기를 가지고 있다. 타격을 주는 범위가 넓어 일정지역에 모여있는 적에게 효과적이다. 또한 근접전에서 3발 혹은 9발의 무기를 한 곳에 집중시킬 경우 큰 타격을 줄 수 있다. 다연발 형태의 공격을 취하므로 원거리 공격 시 화력이 분산되는 단점이 있으나 방어력이 좋고 타격범위가 넓다는 장점이 있는 캐릭터이다.

레이저탱크 (Laser Tank)
- 계열 : Future(미래) type
- 특징 : 상하진동하는 3연발 레이저
- 약칭 : 다리미탱
- 설명 : 레이저탄을 무기로 사용하는 미래계열 캐릭터이다. 일반무기로는 한 발의 레이저탄을 사용하며, 특수무기로는 상하진동하는 세발의 레이저탄을 사용한다. 일반무기는 캐논과 마찬가지로 유효타격범위가 넓고, 특수무기는 미사일의 일반무기와 비슷한 특징을 가져 높은 공격력과 지형파괴력을 가지고 있다. 또한 부상한 상태로 이동하므로 마인랜더의 지뢰를 밟지 않는다는 특징이 있다. 모든 캐릭터 중에서 세크윈드 다음으로 기본딜레이가 낮으며(540), 세크윈드와 같이 이동력이 가장 좋아 멀리까지 이동이 가능하다. 레이저(電)에 대한 내성이 있다.

마인랜더 (Mine Lander)
- 계열 : Modern(근대) type
- 특징 : 지뢰를 이용하는 특수무기
- 약칭 : 지뢰탱
- 설명 : 무기로 수류탄과 지뢰를 사용하는 근대계열 캐릭터이다. 마인랜더의 특수무기인 지뢰를 적 주변 지형을 향해 발사하여 설치할 경우, 지형에 설치된 지뢰는 눈이 오는 경우가 아니면 상대팀 캐릭터에게는 보이지 않는다는 특징이 있다. 이 때 설치되어 있는 지뢰를 밟을 시에는 누구라도 피해를 입는다.(단, 레이저탱크와 포세이돈은 이동시 땅에 설치되어 있는 지뢰를 밟지 않는다.) 모든 캐릭터 중 가장 많은 에너지를 가지고 있으며, 지뢰(地雷)에 대한 내성이 있다.

이온어태커 (Ion Attacker)
- 계열 : Future(미래) type
- 특징 : Ion Missile 아이템 효과의 특수무기
- 약칭 : 이온탱, 위성탱
- 설명 : Ion 소자를 무기로 사용하는 미래계열 캐릭터이다. Ion 소자를 이용한 일반무기와 Ion missile 아이템 효과가 있는 특수무기를 가지고 있다. 특수무기의 경우, 인공위성이 소환되어 무기가 떨어진 지점의 수직상공에서 Ion포를 내려쏘는 형태로 공격하는 특징이 있어 다양한 전략을 꾀할 수 있다(단, 옆면으로 떨어졌을시 그 아래로 내려쏘게 된다.). 슈퍼탱크 다음으로 미사일과 같이 사거리가 길며, 레이저(電)에 대한 내성이 있다.

포세이돈 (Poseidon)
- 계열 : Future(미래) type
- 특징 : 눈이 오면 공격력 25% 증가
- 약칭 : 물탱
- 설명 : 물을 무기로 사용하는 미래계열 캐릭터이다. 커다란 물덩어리를 일반무기로 사용하며, 특수무기로는 작고 보라색을 띄는 독성이 있는 물덩어리를 사용한다. 특수무기는 2턴간의 Movement lock(이동불가) 아이템의 효과가 있어 적을 효과적으로 공략할 수 있다. 또한 눈이 내릴 경우 공력력과 폭파범위가 25% 증가하는 특징이 있다. 또 다른 특징으로는 레이저탱크와 마찬가지로 지면에서 부상하여 이동하므로 지형에 설치되어 있는 마인랜더의 지뢰의 영향을 받지 않는다. 불 공격에 취약하며, 모든 캐릭터 중에 공격력이 가장 떨어지는 캐릭터이다. 독(毒)에 대한 내성이 있다.

세크윈드 (Secwind)
- 계열 : Future(미래) type
- 특징 : 에너지 50% 이하에서 공격력 50%증가
- 약칭 : 문어탱
- 설명 : 문어와 비슷한 외형을 가지고 있는 미래계열 캐릭터이다. 일반무기로는 폭파범위가 넓은 한발의 레이저탄을 사용하며, 특수무기로는 레이저탱크의 특수무기와 비슷한 두발의 레이저탄을 사용한다. 세크윈드의 무기성능 및 기타 전반적인 상태는 레이저 캐릭터와 흡사하지만 가장 큰 특징은 남아있는 에너지가 전체 에너지의 절반 이하일 경우 공격력은 50%, 폭파범위는 10% 증가한다는 점이다. 모든 캐릭터 중 기본딜레이가 가장 낮으며(530) 레이저탱크와 같이 이동력이 가장 좋다는 특징이 있고, 공격력이 증가된 레이저 탄은 파괴력이 매우 높아 특수무기 2발을 모두 적중 시킬 경우 상당히 치명적인 피해를 줄 수 있다. 공격력은 우수한 편이지만 방어력은 약한 편이다. 레이저(電)에 대한 내성이 있다.

슈퍼탱크 (Super Tank)
- 계열 : Present(현대) type
- 특징 : 4연속 폭발하는 세발의 미사일과 9발의 유도 특수탄(미사일과 멀티미사일의 특성을 합친 기능이다)
- 약칭 : 슈탱
- 설명 : 슈퍼탱크는 현대계열 캐릭터에 속하지만, 특성상 모든 계열에 대응하는 속성을 가지고 있으며, 모든 독성에 내성을 가지고 있다. 공격력과 방어력, 사거리 등 모든 면에서 성능이 가장 우수하고, 각각 4연속 폭발하는 세발의 일반무기와 유도 기능이 있는 9발의 특수무기를 사용하고 있어 엄청난 타격을 줄 수 있다. 이것은 멀티미사일의 무기에 미사일의 기능을 더한 것으로 위력은 막강하지만 낙하 중 가장 가까이에 있는 캐릭터를 향해 날아가기 때문에 팀 플레이시에는 아군에게도 피해를 입힐 수도 있다. 해당 캐릭터는 랜덤으로 선택시에만 (총 13개의 캐릭터가 있으므로)약 7.7%의 확률을 뚫고 임의로 등장한다.

## 역대 맵

#### 현재
| - Grave yard - The auto factory[1] - The cave (현대형) - The dark factory - The dragon nest[2] - The drake town - The factorial dream - The heaven (현대형) | - The island - The jack's land - The single log bridge (현대형) - The sky (현대형) - The sphinx (현대형) - The templer (현대형) - The valley of city (현대형) - The whale ship |

#### 과거
| - The artificial satellite - The big bridge - The broken city - The cave (고전형) - The culture - The fantastic land (고전형) - The FIN.K.L[3] - The garden - The heaven (고전형) - The infinity - The hidden stage (고전형)[4] - The hidden stage (현대형)[4] | - The night (고전형) - The night (현대형) - The pirate ship (고전형) - The pirate ship (현대형) - The railroad - The rainbow[5] - The single log bridge (고전형) - The sky (고전형) - The sphinx (고전형) - The templer (고전형) - The valley of city (고전형) - The yamato ship |

※ 주석
1. ↑ 'The factory'에서 지금의 이름으로 변경되었다.
2. ↑ 'The fantastic land (현대형)'에서 지금의 이름으로 변경되었다.
3. ↑ 음악 그룹 핑클을 소재로 했던 맵이였으나, 지금은 없어졌다.
4. ↑ 해당 맵은 랜덤 스테이지(Random stage)로 선택시에만 당시 운영되던 맵 개수에 따라 비율에 맞게 임의로 공개되었던 맵이었지만 지금은 없어졌다.
5. ↑ 한때 사라졌던 'The garden'을 재구성한 맵이였으나, 지금은 없어졌다.

## 포트리스2 블루 V.500 시절 맵별 나오는 음악 목록
1. The hidden stage (고전형)
  - Milyang Fortress
2. The sky (고전형)
  - Be Higher
  - There's Something about Supertank
3. The valley of city (고전형)
  - There's Something about Supertank
  - Tank Slayer
  - Once in A Lifetime
4. The single log bridge (고전형)
  - Once in A Lifetime
  - Life Is So Beautiful
  - Fortress Gump
5. The heaven (고전형)
  - Life Is So Beautiful
  - Once in A Lifetime
  - Tank Slayer
6. The sphinx (고전형)
  - Egyptian Rule (old)
7. The cave (고전형)
  - When Skull Met the Gold-Crown
  - Saving Private Skull
  - TeMP Time
  - Tank Slayer
8. The templer (고전형)
  - Tank Slayer
  - Culture Shock
9. The pirate ship (고전형)
  - Saving Private Skull
  - When Skull Met the Gold-Crown
  - TeMP Time
  - The Profound
10. The night (고전형)
  - Fortress Gump
  - Life Is So Beautiful
11. The big bridge
  - TeMP Time
  - Fortress Gump
12. The fantastic land (고전형)
  - The Profound
  - I Know What You Did Last Stage
  - Saving Private Skull
13. The yamato ship
  - Welcome to Skull's Hell
  - The Invincible
  - TeMP Time
  - When Skull Met the Gold-Crown
14. The broken city
  - The Invincible
  - Welcome to Skull's Hell
  - Culture Shock
15. The culture
  - Culture Shock
  - The Invincible
  - I Know What You Did Last Stage
16. The artificial satellite
  - I Know What You Did Last Stage
  - Welcome to Skull's Hell
  - When Skull Met the Gold-Crown

## 포트리스2 블루 V.600 시절 맵별 나오는 음악 목록
1. The hidden stage (현대형)
  - Milyang Fortress
2. The fantastic land (현대형)
  - I Know What You Did Last Stage
  - The Profound
  - Saving Private Skull
3. The heaven (현대형)
  - The Profound
  - Life Is So Beautiful
  - Once in A Lifetime
  - Tank Slayer
4. The pirate ship (현대형)
  - The Invincible
  - Tank Slayer
  - The Profound
  - Culture Shock
5. The night (현대형)
  - Saving Private Skull
  - The Profound
6. The cave (현대형)
  - When Skull Met the Gold-Crown
  - Saving Private Skull
  - The Profound
  - Tank Slayer
7. The single log bridge (현대형)
  - Once in A Lifetime
  - Be Higher
  - Fortress Gump
8. The factory
  - Welcome to Skull's Hell
  - The Invincible
9. The Space Station
  - Welcome to Skull's Hell
  - The Invincible
10. The railroad
  - TeMP Time
  - Life Is So Beautiful
  - There's Something about Supertank
11. The valley of city (현대형)
  - There's Something about Supertank
  - Life Is So Beautiful
  - Be Higher
12. The sky (현대형)
  - Be Higher
  - There's Something about Supertank
  - Once in A Lifetime
13. The templer (현대형)
  - Tank Slayer
14. The sphinx (현대형)
  - Egyptian Rule (new)
15. The FIN.K.L
  - Fortress Gump
  - TeMP Time
  - Welcome to Skull's Hell

## 포트리스 2 레드 맵별 음악 목록
1. Grave yard
  - Be Higher
2. The auto factory
  - new fortress BGM-Factorial Dream
3. The cave (현대형)
  - The Profound
4. The dark factory
  - Welcome to Skull's Hell
5. The dragon nest
  - new fortress BGM-White Temple
6. The drake town
  - Fortress Gump
7. The factorial dream
  - Welcome to Skull's Hell
8. The heaven (현대형)
  - The Profound
  - Once in A Lifetime
  - Tank Slayer
9. The island
  - There's Something about Supertank
10. The jack's land
  - new fortress BGM-Drake town
11. The single log bridge (현대형)
  - Be Higher
12. The sky (현대형)
  - Be Higher
  - There's Something about Supertank
  - Once in A Lifetime
13. The sphinx (현대형)
  - Egyptian Rule (new)
14. The templer (현대형)
  - Tank Slayer
  - Milyang Fortress
15. The valley of city (현대형)
  - There's Something about Supertank
16. The whale ship
  - new fortress BGM-서버선택배경음

## 밸런스
흔히 고전 계열 캐릭터는 미래 계열 캐릭터에 강하며, 미래 계열 캐릭터는 현대 계열에, 현대 계열 캐릭터는 근대 계열에, 그리고 근대 계열 캐릭터는 고전 계열 캐릭터에 강하다.
- 고전 계열 (Classic Type) : 카타펄트, 크로스보우, 캐논
  - 특징 : 발사 각도와 공격력이 높은 반면 방어력이 낮고, 이동거리가 짧다. 미래 계열 캐릭터에 강하고, 근대 계열 캐릭터에게 약하다. 현대 계열 캐릭터와는 비슷한 속성을 가지고 있다.

- 근대 계열 (Modern Type) : 캐롯탱크, 듀크탱크, 마인랜더
  - 특징 : 공격력, 방어력, 이동거리, 각도 등 모든 것이 평균적이다. 고전 계열 캐릭터에 강하고, 현대 계열 캐릭터에게 (공격력 면에서)약하다. 미래 계열 캐릭터와는 비슷한 속성을 가지고 있다.

- 현대 계열 (Present Type) : 미사일, 멀티미사일, 슈퍼탱크
  - 특징 : 지형 파괴력이 우수하고 사정거리가 길다. 근대 계열 캐릭터에 (공격력 면에서)강하고, 미래 계열 캐릭터에게 약하다. 고전 계열 캐릭터와는 비슷한 속성을 가지고 있다. (슈퍼탱크는 예외)

- 미래 계열 (Future Type) : 레이저탱크, 이온어태커, 포세이돈, 세크윈드
  - 특징 : 공격력과 방어력이 낮은 반면 지형 파괴력이 우수하고 이동거리가 길다. 현대 계열 캐릭터에 강하고, 고전 계열 캐릭터에게 약하다. 근대 계열 캐릭터와는 비슷한 속성을 가지고 있다.

※모두 상호관계지만 플레이어의 실력에 따라 바뀔 수도 있다. 단 슈퍼탱크는 어느 것에도 내성이 있다. 또한 같은 계열끼리의 캐릭터일 경우 약간의 내성이 있다.

## 아이템
- 보조 아이템
  - 보조 에너지1 (Additional1) : 해당 캐릭터의 에너지를 전체 에너지의 20%만큼 올려준다.
  - 보조 에너지2 (Additional2) : 해당 캐릭터의 에너지를 전체 에너지의 40%만큼 올려준다. 단, 해당 아이템 사용 후 턴은 바로 넘어가게 된다.
  - 에너지탄 (Energy Missile) : 에너지탄이 떨어진 근처에 살아있는 모든 캐릭터의 에너지를 전체 에너지의 30%만큼 올려준다.
  - 팀 에너지 (Team Energy) : 살아있는 같은 팀원의 에너지를 해당 캐릭터 전체 에너지의 20%만큼 올려준다. 단 아이템 사용 후 턴은 바로 넘어가게된다.
  - 보호막 (Shield) : 아이템을 사용하게 되면 보호막이 생성되며, 포탄이 해당 캐릭터로 다가올 경우 1회 막아주면서 보호막이 해제된다.
  - 보호막탄 (Shield Missile) : 탄이 떨어진 근처의 살아있는 모든 캐릭터들이 보호막 아이템 효과를 얻게되고, 일반 보호막과 마찬가지로 포탄이 해당 캐릭터로 다가올 경우 1회 막아주면서 보호막이 해제된다.
  - 투명막 (Trans Parent) : 상대팀에게 자신의 캐릭터가 4턴 동안 보이지 않게 해주며 데미지를 입을 경우 아이템 기능을 상실하여 다시 보이게 된다.
  - A형 해독탄 (Type-A Detox) : 탄이 떨어진 근처의 모든 캐릭터 중 각도 고정탄, 이동 고정탄(혹은 포세이돈의 특수무기), 파워 고정탄을 맞은 캐릭터의 방해효과를 해독해준다.
  - B형 해독탄 (Type-B Detox) : 탄이 떨어진 근처의 모든 캐릭터 중 반전탄, 멀미탄, 바보탄, 안개탄을 맞은 캐릭터의 방해효과를 해독해준다.
  - C형 해독탄 (Type-C Detox) : A형, B형 해독탄의 모든 역할을 해준다.
  - 독 해독탄 (Antidote) : 탄이 떨어진 근처의 모든 캐릭터 중 크로스보우의 독화살에 맞은 캐릭터의 에너지 감소를 멈주게 한다.

- 방해 아이템
  - 각도 고정탄 (Angle Lock) : 탄이 떨어진 근처의 살아있는 모든 캐릭터들의 각을 3턴 동안 고정시킨다.
  - 이동 고정탄 (Movement Lock) : 탄이 떨어진 근처의 살아있는 모든 캐릭터들의 이동을 3턴 동안 고정시킨다.
  - 파워 고정탄 (Over Power) : 탄이 떨어진 근처의 살아있는 모든 캐릭터들의 파워를 3턴 동안 파워 게이지 중간 위치부터 시작하게 한다.
  - 반전탄 (Reverse Screen) : 탄이 떨어진 근처의 살아있는 모든 캐릭터들의 화면을 3턴 동안 상하좌우가 반전되어 보이게 한다.
  - 멀미탄 (Vertigo Missile) : 탄이 떨어진 근처의 살아있는 모든 캐릭터들의 화면을 4턴 동안 물결치게 한다.
  - 바보탄 (Illusion Missile) : 탄이 떨어진 근처의 살아있는 모든 캐릭터들의 화면을 4턴 동안 적과 아군이 모두 자신의 캐릭터로 보이며, 자신의 턴에서도 화면이 자신의 캐릭터 위치로 오지 않는다.
  - 안개탄 (Fog Missile) : 탄이 떨어진 근처의 모든 캐릭터들의 화면에 3턴 동안 안개가 끼게 한다.

- 공격 아이템
  - 불 생성 (Fire) : 해당 캐릭터에 탄이 떨어진 위치에 불이 번지게 되며 그 불에 닿은 캐릭터는 일정 시간동안 지속적으로 에너지가 -2씩 감소한다.
  - 독가스 생성 (Poison Cloud) : 해당 캐릭터에 탄이 떨어진 위치에 독가스 구름이 생성되며 그 구름에 닿은 캐릭터는 일정 시간동안 지속적으로 에너지가 -2씩 감소한다.
  - 이동력 증가 (Move Up) : 아이템 사용시 4턴 동안 캐릭터의 이동거리가 2배로 늘어난다.
  - 더블파이어 (Double Fire) : 같은 힘과 같은 각도로 포탄이 2번 연속 발사된다.
  - 소환탄 (Summoning Missile) : 탄이 떨어진 근처의 캐릭터들을 자신의 위치로 소환한다.
  - 전송탄 (Teleport Missile) : 탄이 떨어진 위치로 자신의 캐릭터를 전송시킨다.
  - 인공위성탄 (Ion Missile) : 탄이 떨어진 위치의 상공에서 인공위성이 내려와 레이저를 발사한다.
  - 공격력 증가 (Power Up) : 발사하는 무기의 공격력을 1.5배 높여준다.

- 기후 및 기타 아이템
  - 증폭벽 생성 (Power Tornado) : 탄이 떨어진 위치에 증폭벽이 생성된다.
  - 공격력 증가탄 (Power Up Missile) : 탄이 떨어진 근처의 살아있는 캐릭터들에게 공격력증가 아이템의 효과를 가져다 준다.
  - 눈 내리기 (Snow Fall) : 눈을 내리게 하는 아이템으로서 사용시 불이 번지는 것을 막거나 독가스 구름을 없앨 수 있으며 또한 포세이돈의 경우 파워가 증폭되는 효과를 볼 수 있다.
  - 바람 바꾸기 (Wind Direction) : 바람의 방향을 반대로 바꿔준다.
  - 안개 생성 (Generate Fog) : 모든 유저들 화면에 안개가 끼도록 한다.
  - 회오리 생성탄 (Tornado Missile) : 탄이 떨어진 위치에 회오리가 생성된다.
  - 회오리 통과탄 (Via Tornado) : 무기가 회오리를 통과하여 나가게 해주며 통과 시 파워업이 되어 공격력이 강화된다.
  - 안개등 (Fog Light) : 안개가 끼었을 때 사용할 수 있으며 자신이 속한 팀 전체 캐릭터의 안개를 걷히게 해준다.
  - 도청 (Wire Tap) : 전체 10턴 동안 자신이 속한 팀 전체가 상대팀의 팀채팅을 볼 수 있게 해준다. 이후 레드버전으로 넘어가면서 삭제되었다.
  - 아이템 훔치기 (Steal Item) : 아이템 사용시 자신의 바로 다음 턴의 적 캐릭터가 아이템을 사용할 경우 그 아이템을 뺏어오게 된다. 이후 레드버전으로 넘어가면서 삭제되었다.

## 계급 구성
해당 게임에서는 총 21개의 계급이 존재하며 해당점수에 따라 각 Zone별 전체이용자 100% 기준으로 다음과 같은 계급이 주어진다. 
 (아래로 내려갈수록 비율이 누적되어 표시됨.)
| 그룹   | 계급    | 인원ㆍ비율 |
| ------ | ------- | ---------- |
| 왕관   | 별왕관  | 1명        |
| 왕관   | 금왕관  | 12명       |
| 왕관   | 은왕관  | 100명      |
| 왕관   | 동왕관  | 300명      |
| 훈장   | 금훈장  | 0.1%       |
| 훈장   | 은훈장  | 0.3%       |
| 훈장   | 동훈장  | 0.6%       |
| 메달   | 금메달  | 1.5%       |
| 메달   | 은메달  | 3%         |
| 메달   | 동메달  | 5%         |
| 별     | 금쌍별  | 8%         |
| 별     | 금별    | 13%        |
| 별     | 은별    | 19%        |
| 별     | 동별    | 26%        |
| 미사일 | 미사일3 | 31%        |
| 미사일 | 미사일2 | 37%        |
| 미사일 | 미사일1 | 44%        |
| 총알   | 총알3   | 52%        |
| 총알   | 총알2   | 61%        |
| 총알   | 총알1   | 71%        |
| 해골   | 해골    | 100%       |

## 대전 모드
- 노말전
  - 가장 기본이 되는 방식이다. 모든 아이템을 사용할 수 있고, 원하는대로 대전을 펼칠 수 있다.

- 화력전
  - 공격성향의 아이템만을 사용하는 게임 방식으로, 게임에서 사용가능한 아이템을 제한하여 일부 아이템(더블파이어, 파워업, 인공위성탄, 회오리통과)만 사용할 수 있다. 모두 공격형 아이템이어서 빠른 게임 진행이 이루어진다.

- 보스전
  - 각 팀에 보스로 지정된 캐릭터만 아웃이 되면 게임에 승패가 갈리는 방식이다. 보스전으로 선택시, 게임대기실에서 각 팀의 가장 위에 위치해 있는 유저가 자동으로 보스로 지정된다. 캐릭터 위에 각 팀 컬러의 깃발 표시가 되어있어 어떤 유저가 보스인지 쉽게 알 수 있다. 
 보스로 선택되어 있는 유저가 같은 팀의 다른 유저의 캐릭터 이미지를 누르면 보스가 다른 유저쪽으로 넘어가게된다. 게임이 시작되면 보스인 유저는 캐릭터 위에 깃발이 표시된다.

- 특수무기전
  - 이 모드는 캐논의 빨콩전을 자주 하는 유저들을 위해 제작되었다. 게임이 시작되면 무기 선택 부분에서 보통무기는 보이지 않게 되어 사용할 수 없게 되고, 특수무기로만 사용하여 대전을 펼치게 된다.

## 역사
- 1999년 10월: 포트리스 2 정식 서비스 개시
- 2000년 7월: 문화관광부 선정 이달의 우수게임 선정
- 2000년 11월: 캐릭터 라이센싱 사업 설명회 개최
- 2000년 12월: 2000년 대한민국 게임대상 수상 (국무총리상), KAMEX 2000 참가
- 2001년 1월: PC방 대상 유료화 개시 (포트리스 2 블루)
- 2001년 9월: 일본에서 베타 서비스 시작
- 2001년 10월: 일본 정식 서비스 시작, 추계 동경 게임쇼 참가
- 2001년 11월: 정식 프로게임으로 등록
- 2001년 12월: 대한민국 게임대전 캐릭터 부문 특별상 수상
- 2002년 1월: 아하PC 선정 2001년 최고의 소프트웨어상 수상 (온라인게임 부문)
- 2002년 5월: 대만에서 서비스 실시
- 2004년 4월: 포트리스 2 블루 Forever 발표
- 2007년 5월: 미국에서 'BB Tanks'라는 이름으로 서비스 실시
- 2007년 12월 28일: 일본에서 서비스 중단
- 2008년 4월: 러시아에서 서비스 실시
- 2011년 9월: 포트리스 2 블루 Forever 서비스 종료, 포트리스 2 레드 Forever 서비스 실시
  - (현재는 포트리스 2 레드 버전을 CCR에서 서비스하고 있다. 서버 이름도 알파, 베타, 감마에서 캐논, 듀크, 캐롯으로 바뀌었으며 기존 캐릭터는 기존 3개의 서버 중 가장 높은 점수로 한 개의 서버에 통합되었다. 크링(포트리스 2 레드의 화폐)과 프리미엄 아이템도 모두 합산되었다. 또한 홈페이지의 모든 기존 게시물 또한 삭제된 상태이다.)
- 2015년 12월: 포트리스 2 레드 코스모스엔터테인먼트(주)로 서비스 이관
- 2020년 12월 31일: 포트리스 2 레드 서비스 종료

## 후속작
포트리스 2 후작으로 포트리스 3와 뉴 포트리스가 발표되었다. 포트리스 3는 초반 회원수 100만, 동시접속자수 5만3천명을 달성하며 초반 인기를 끌었으나, 업데이트 및 2차공성전의 중단, 버그의 성행, 운영진의 방치 등으로 점점 내리막을 타다가 많은 회원들의 반대속에 서비스중단을 선언하였다. 뉴 포트리스는 포트리스 3가 서비스종료된 이후 포트리스 2의 영광을 재현하겠다며 오픈베타를 시작했으나, 여러 가지 문제가 발생했으며 해외진출이 실패하자 결국 6개월만에 서비스 중단을 선언하였다. 그러나 아직까지도 포트리스 3를 잊지 못한 유저들이 서비스 재개를 바라고 있다.
- 2003년: 포트리스 3 서비스 시작
- 2005년 4월 27일: 포트리스 3 서비스 중단
- 2005년 6월 29일: 뉴 포트리스 서비스 시작
- 2005년 12월 28일: 뉴 포트리스 서비스 중단

## 같이 보기
- 포트리스 (애니메이션)
- 온라인 게임
- 포트리스
- 포트리스 3